# Lišovský potok
Lišovský potok je levostranným přítokem Miletínského potoka, který se nadchází v okrese České Budějovice.

## Popis toku
Potok pramení na Lišovském prahu. Začíná v rybníku Čekal. Jeho jméno je odvozeno kvůli tomu, že nemá přítok, tudíž čeká na vodu. Je doložen nejméně od počátku 17. století. Ještě v šedesátých letech 20. století sloužil ke koupání, dnes zvolna zarůstá rákosinami. Jeho hráz je zajímavá tím, že na ní rostou topoly. Potok odtud míří k severu, kříží silnici I/34 a přitéká do Lišova. Napájí dva sousedící rybníky. První rybník Hliniště také (Hniliště) byl původně zdrojem hlíny pro obecní cihelnu, která zde byla už roku 1631. Na konci 19. století byl zatopen a přeměněn v rybník. Úzkou hrází je oddělen od Horního rybníka. Existoval už v 17. století. Kromě chovu ryb, také sloužil pro odběr pitné vody, pocházel odtud led ve zdejších hospodách. Hrával se zde lední hokej, později byl postaven vedle rybníka i stadion, který vyhořel v 90. letech 20. století.
Severně s Horním sousedil rybník Jordán. Jednalo se o zatopenou jámu po těžbě hlíny. Zanikl v šedesátých letech zavezením. Z Horního rybníka potok odchází přepadem do podzemí. Teče napříč městem na jihovýchod a ústí pod domy na hlavní silnici. Teče potom přímo na východ podél jižního kraje Lišova. Cestou napájí malý Čížkovský rybník (také Jandovský), pod ním se do něj zleva vlévá malý potůček. Na něm byl v posledních letech postaven malý okrasný rybníček u novostaveb. V ulici Lazna, kterou potok křižuje možná býval dříve rybník. Pod hřbitovem do potoka přitéká několik menších nepravidelných přítoků. Znovu se mostem míjí se silnicí I/34. Loukami a poli přitéká do Dolního rybníka (Dolní Kaprový). Pochází nejméně ze 16. století. Roku 1724 dostala vnitřní strana hráze taras z kamene. V 19. století býval vypuštěný, ale více se hodil k chovu ryb než travaření. U bezpečnostního přelivu účastníci první světové války vysázeli lípy jako poděkování za návrat domů. Rybník stokou napájí Pařezový rybník, ležící uprostřed lesa. Mezi lety 1939 až 1940 probíhala stavba, která by oba rybníky spojila v jeden velký, ale nebyla dokončena. Dnes rybník zarůstá rákosem. Z Dolního i Pařezového rybníka vytékají na jih stoky, které napájejí Nový rybník (také Svobodovský). Na začátku 20. století byl ve špatném stavu, při výlovu bylo ve vysoké trávě ztraceno 450 ryb. Před rybníkem se do stoky z Dolního rybníka připojuje menší potok. Pramení v lese Slabce a teče na severovýchod. V místech, kde je dnes silnice I. třídy, v roce 1611 leželo pasovské vojsko čekající na vyplacení od Petra Voka z Rožmberka. V roce 1799 někteří obyvatelé Lišova žádali, aby na mostě přes potok byla postavena kaplička a socha svatého Jana Nepomuckého, čehož nedosáhli. Lišovský potok teče poté přímo na východ k Miletínskému potoku, do kterého se vlévá pod hrází Nového rybníka.